# Statue équestre de Léopold Ier (Anvers)
 (mars 2025).
Si vous disposez d'ouvrages ou d'articles de référence ou si vous connaissez des sites web de qualité traitant du thème abordé ici, merci de compléter l'article en donnant les références utiles à sa vérifiabilité et en les liant à la section « Notes et références ».
La statue équestre de Léopold Ier est une statue équestre en bronze de Léopold Ier située sur la Leopoldplaats à Anvers.

## Historique

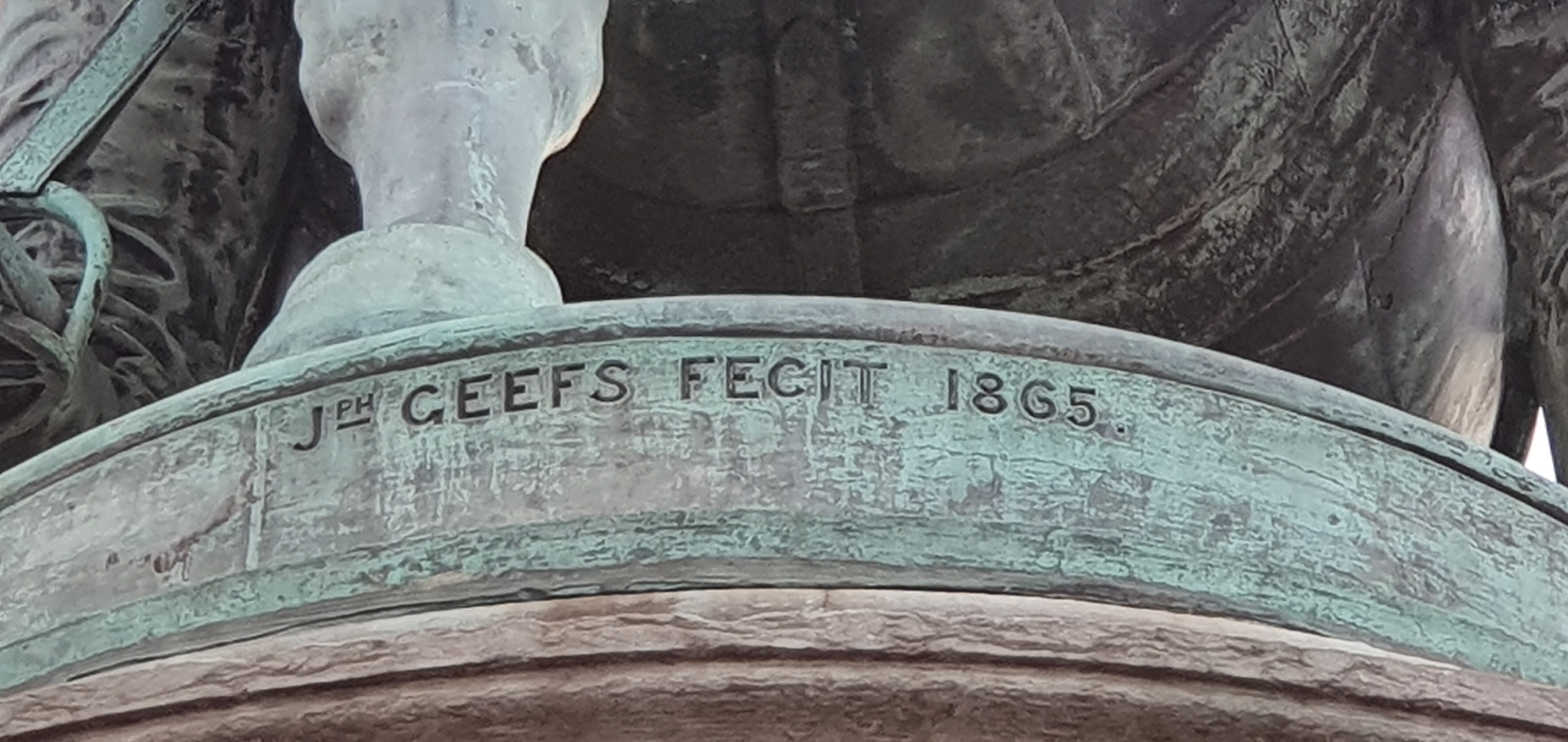
La signature de Joseph Geefs sur le socle.

Réalisée par Joseph Geefs en 1872, la statue équestre de Leopold Ier, prince allemand devenu le premier roi des Belges, est posée sur un piédestal ou des citations du roi Léopold sur la ville d'Anvers y sont gravées. Ce monument est érigé à l’occasion du 25e anniversaire de son accession à la Chambre de commerce de la ville, elle décida d’élever ce monument, mais la statue ne fut inaugurée qu’en 1873.

## Localisation
La statue est localisée sur la Leopoldplaats à Anvers, dans la province d'Anvers en Belgique, Il se situe à côté du Stadspark. La place est traversée par des rails de tramway.

## Galerie

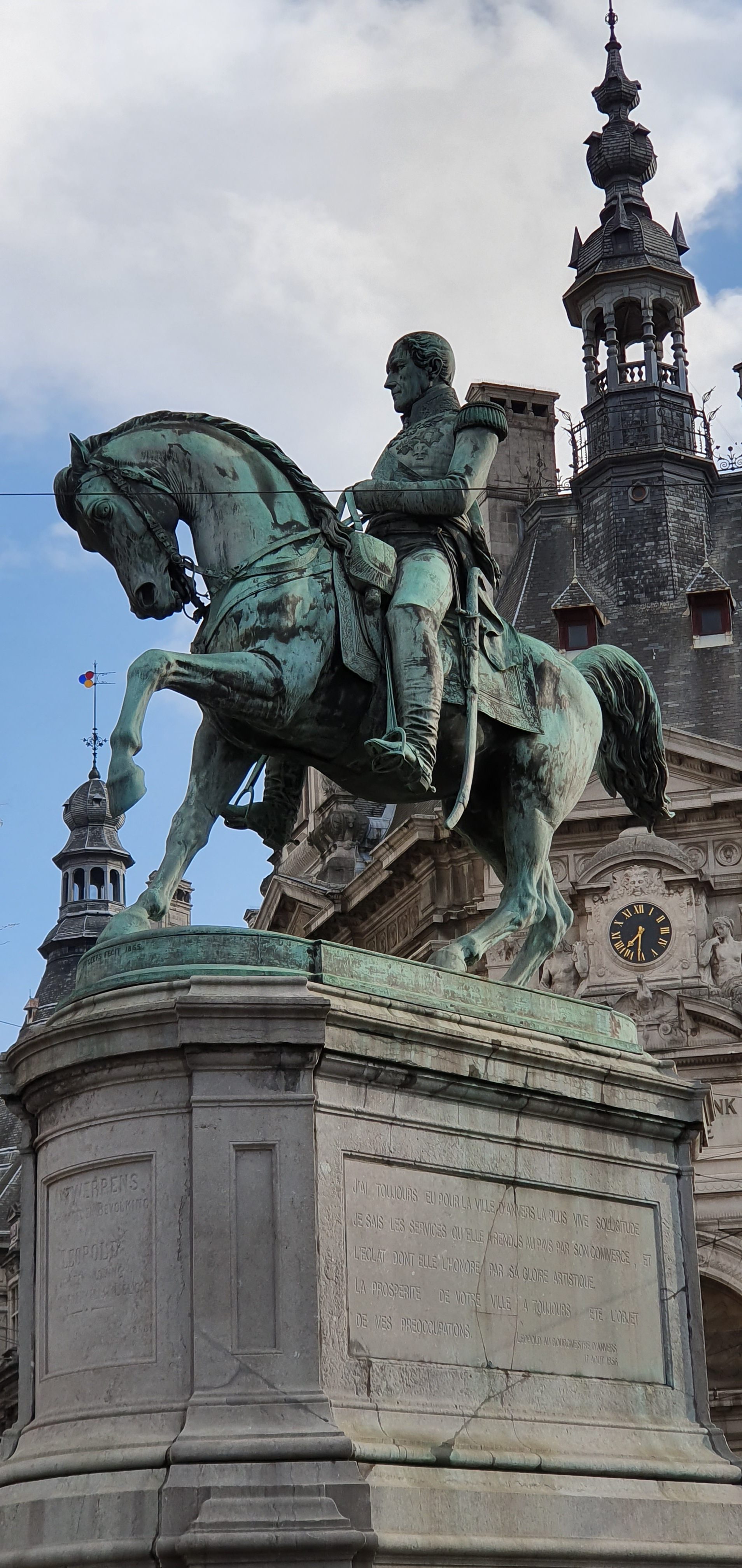
Gros-plan sur la statue.
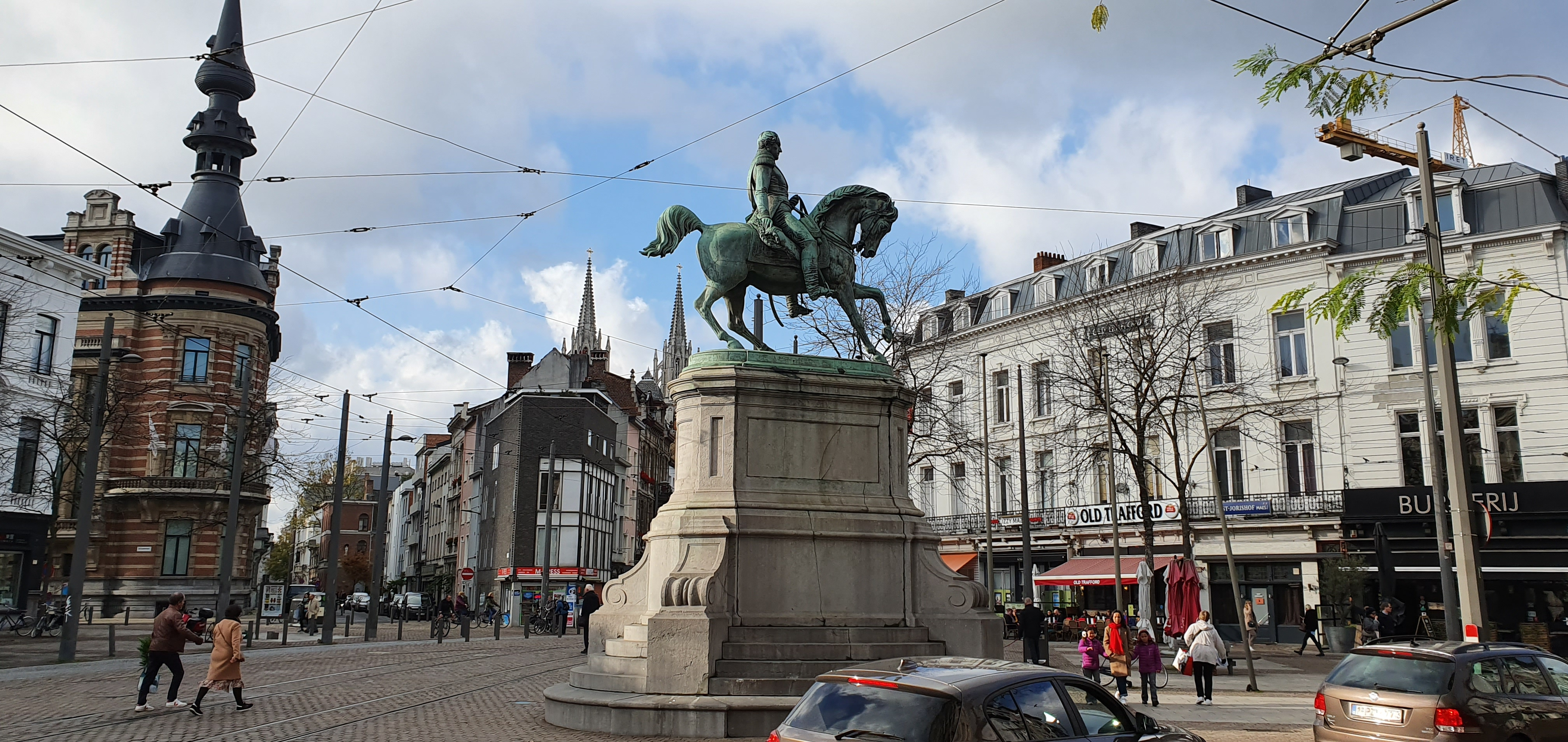
La statue depuis la Leopoldplaats en 2019.
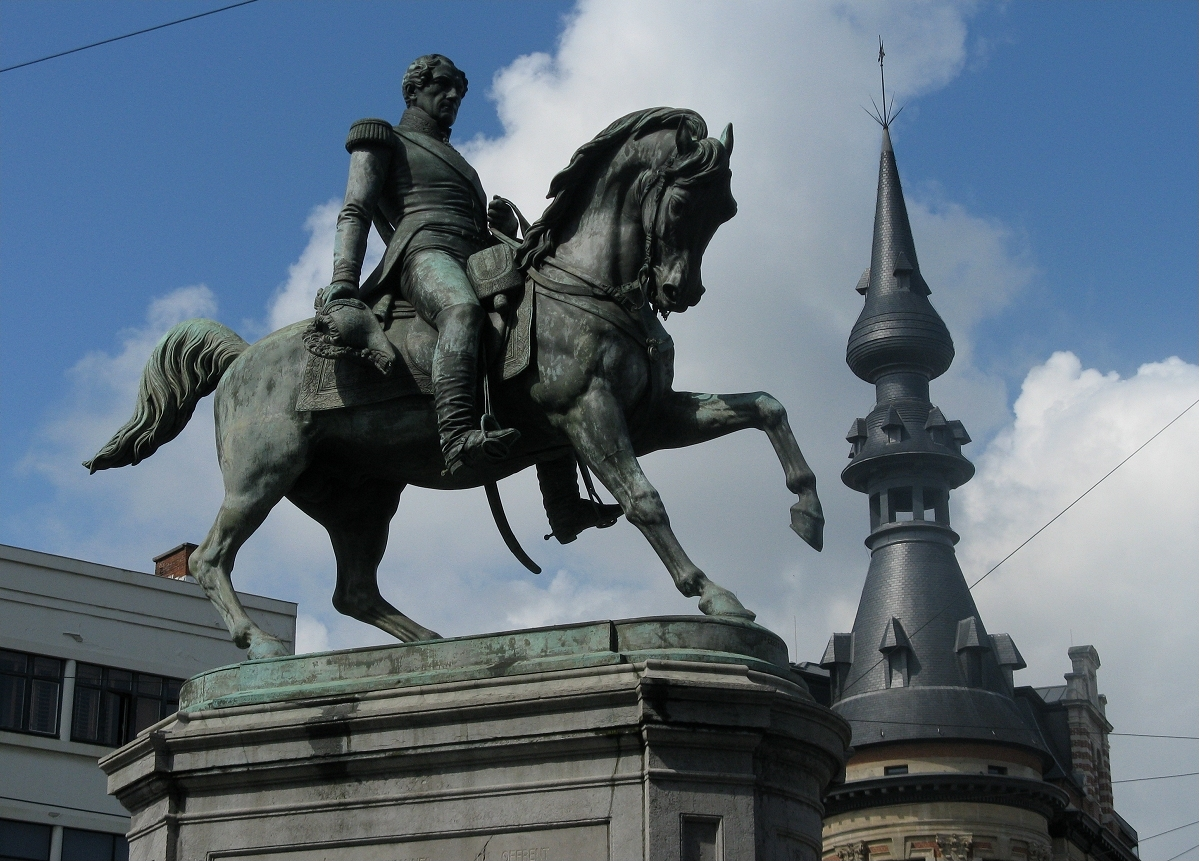
La statue de côté.
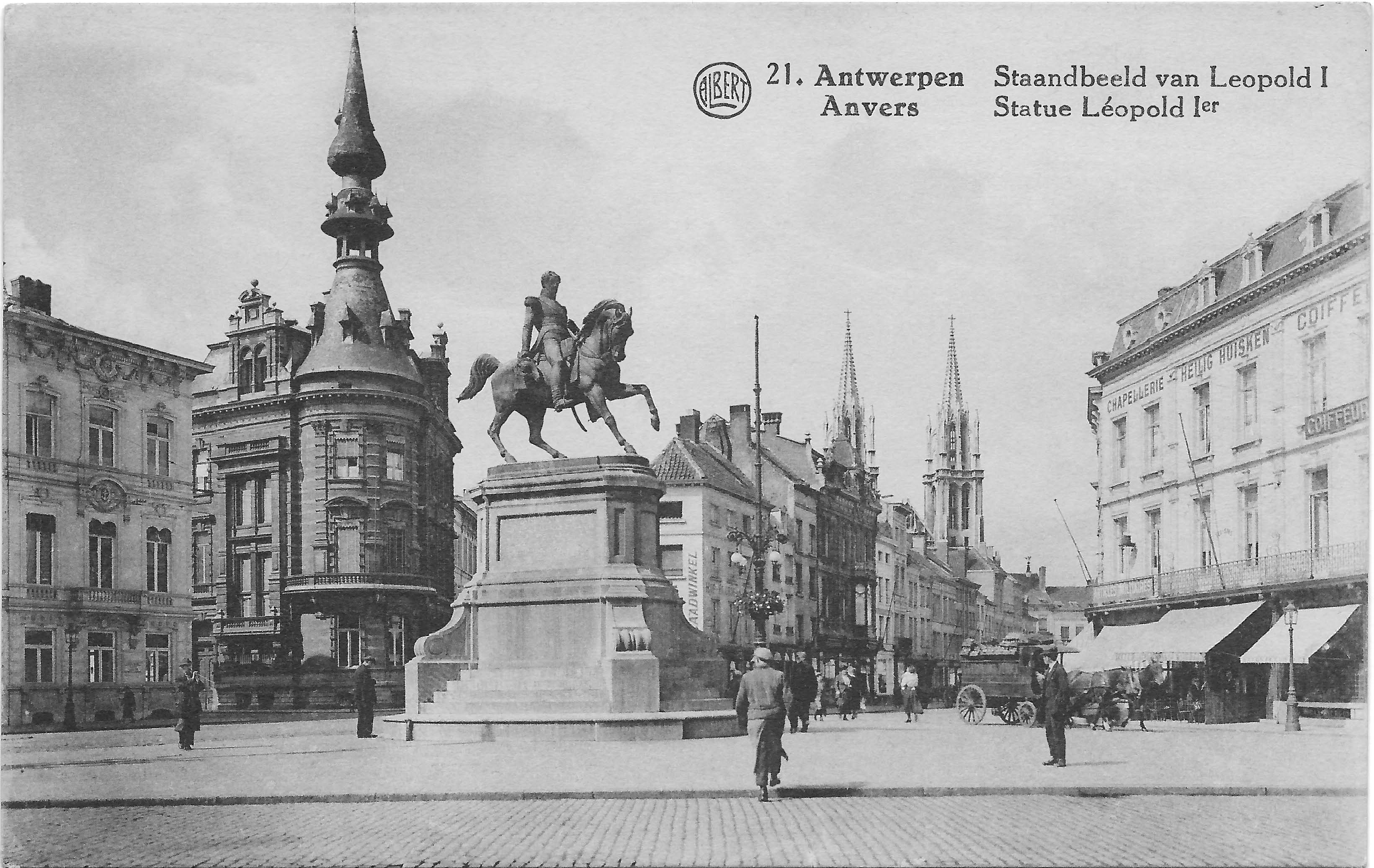
La statue au début du XXe siècle.